# CB Cangas

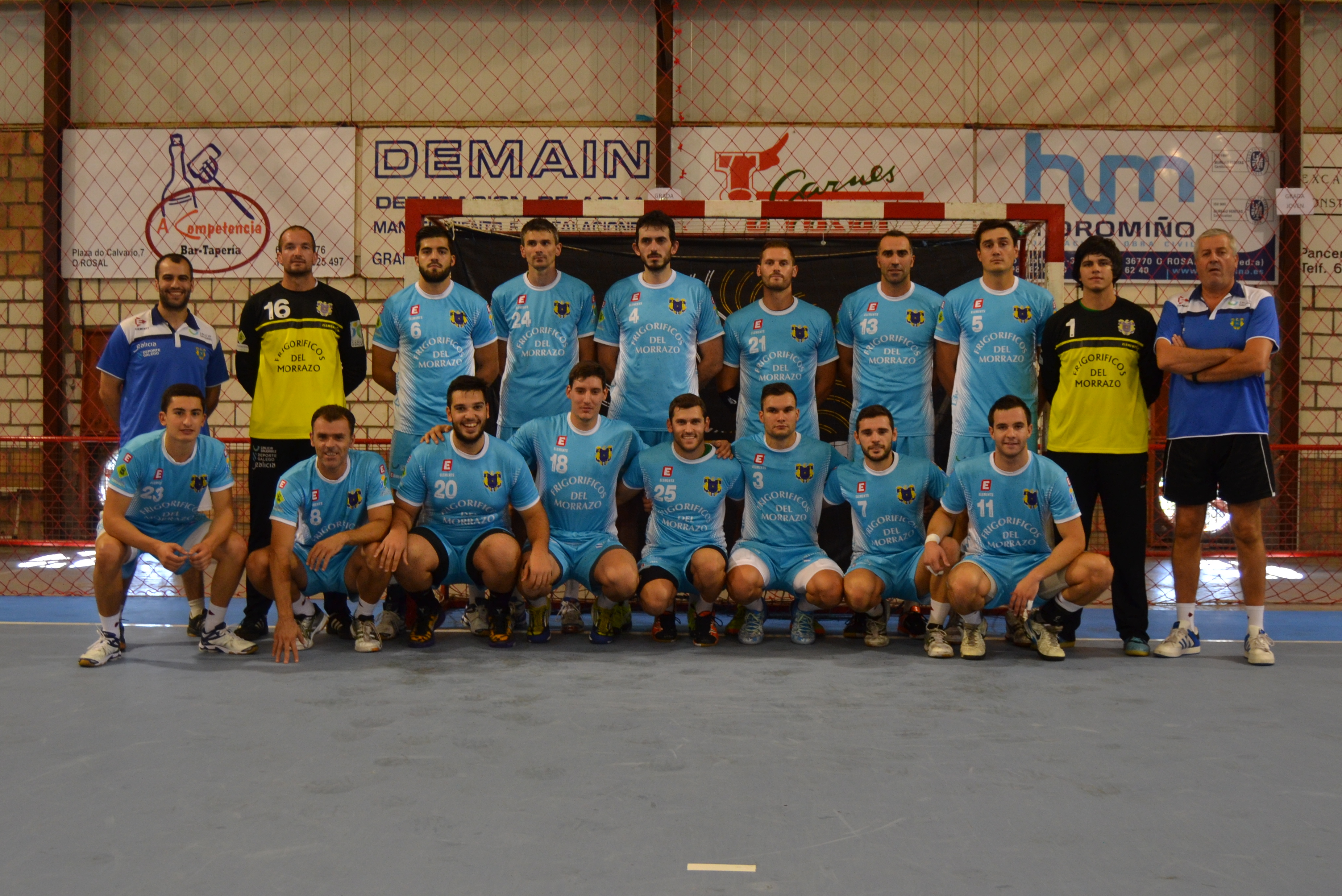
CB Cangas i Copa Galicia, 2014.

Club Balonmán Cangas (CB Cangas), även känd som Frigoríficos del Morrazo på grund av ett sponsoravtal, är en handbollsklubb från Cangas i den autonoma regionen Galicien i Spanien. Lagets hemmaarena är Pabellón Polideportivo O Gatañal, som har kapacitet för 2 500 besökare. Laget spelar i den högsta spanska ligadivisionen, Liga Asobal.

## Kända spelare i urval
- Rubén Garabaya (1999–2001)
- Kasper Hvidt (1997–1998)
- Venio Losert (2005–2006)
- Bruno Martini (1998–1999)
- Alen Muratović (2003–2005, 2013–)